# 고양이 의사소통

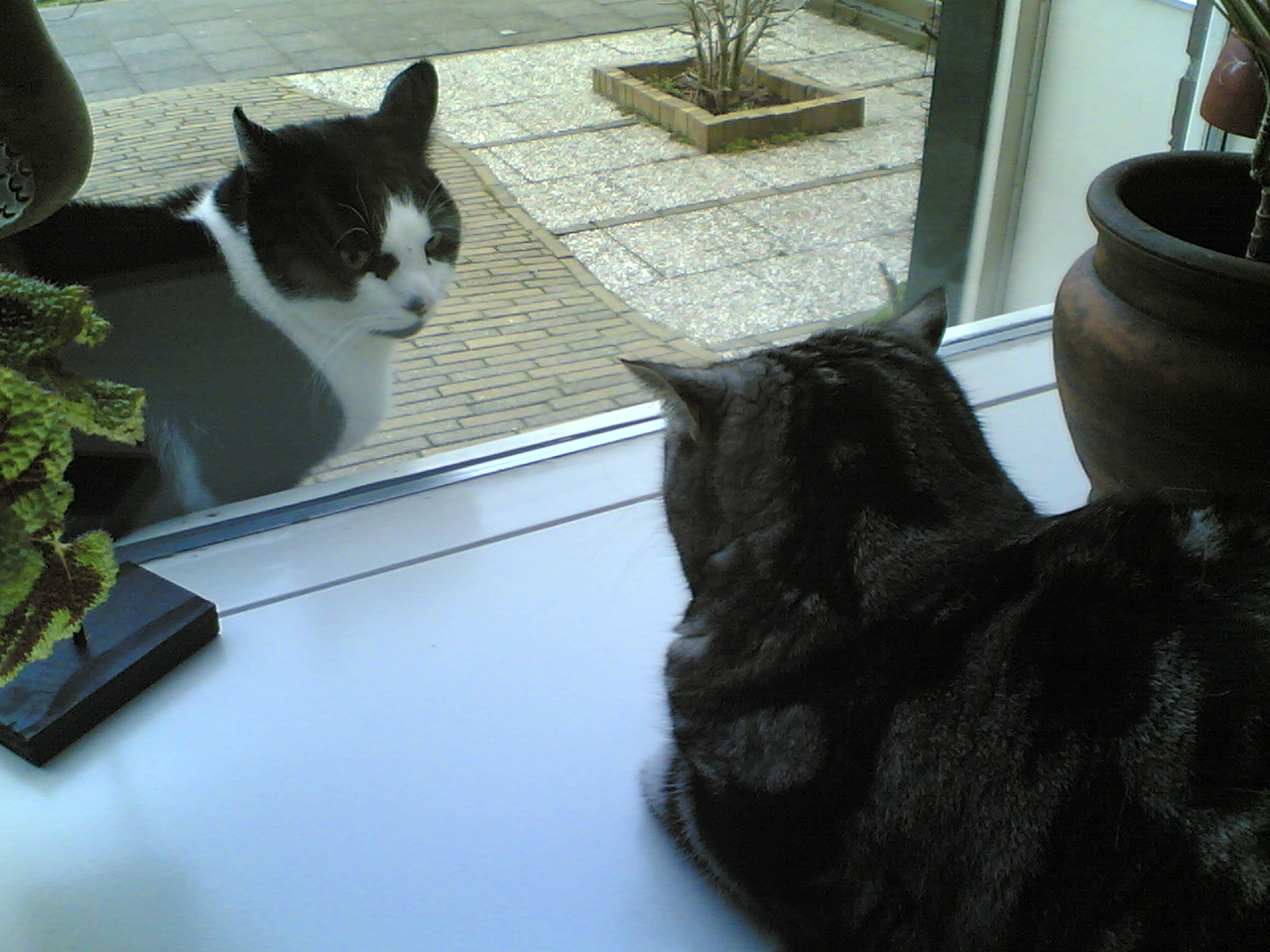
고양이는 귀의 위치 등으로 신체 언어를 통해 의사소통을 하고 있다.

고양이 의사소통은 고양이가 다른 고양이나 사람, 다른 동물과 의사소통하는 것이다. 의사소통으로는 자세나 움직임, 청각과 화학 신호를 포함한다.

## 청각 의사 소통
구강 구조에 의하여 고양이들은 야옹거리기, 골골거리기, 하악거리기, 으르렁거리기, 빽빽거리기, 짹짹거리기, 찰칵 소리내기, 끙끙거리기 등의 다양한 발성과 몸짓으로 의사소통을 한다.

### 야옹거리기

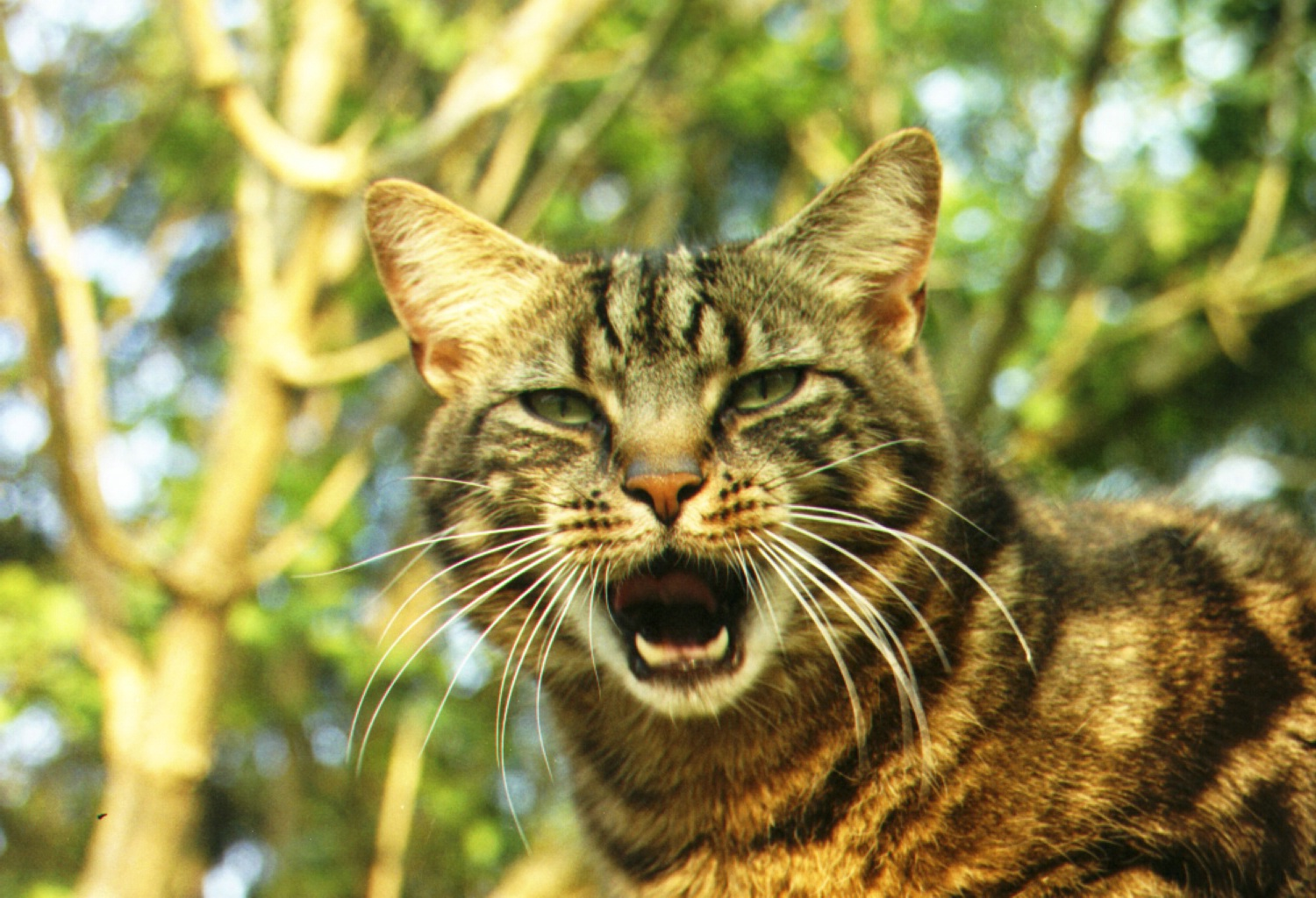
울고 있는 고양이

야옹은 고양이가 어미 고양이나 사람에게 요청하는 신호를 보낼 때 내는 소리이다. 사람한테 야옹하는 것을 슬픈듯한 신호로 성인 고양이는 이렇게 서로 야옹하지 않는다.
야옹을 나타내는 의성어는 언어마다 다양한데, 미아우 (miau, 벨라루스어·핀란드어·리투아니아어·독일어·폴란드어·러시아어·포르투갈어·루마니아어·말레이어·스페인어 등), 니아우 (niau, 우크라이나어), 미아오우 (miaou, 프랑스어), 냐 (ニャ, 일본어), 미아오 (miao, 喵; 중국어·이탈리아어), 미아우 (miav 또는 mjav, 덴마크어), 야옹 (한국어), 메오-메오 (meo-meo, 베트남어) 등이 있다.

### 가르랑거리기
가르랑은 대부분의 종이 만들 수 있는 소리이다. 목소리는 고양이마다 다르다. 보통의 고양이의 가르랑은 초당 25-150의 주파수로 진동한다. 가르랑은 보통 행복한 것으로 나타난다고 할 수 있다. 하지만 가끔 고양이가 아프거나, 긴장하거나, 다치거나, 고통을 느낄 때도 낸다. 소리에 대해 어떠한 특별한 해부학적인 기능은 없다.

## 신체 언어

### 꼬리
꼬리 전체를 좌우로 크게 움직이면 기분이 나쁘다는 신호이다. 꼬리가 위로 꼿꼿히 서있으면 평온하고 행복하다는 신호이고, 꼬리의 털이 세워졌다면 놀랐거나 경계한다는 신호이다.

### 얼굴
고양이를 만지다가 가끔씩 턱을 보이는 행동을 하는 것은 자신을 더 만져달라는 것이다.

## 같이 보기
- 동물 의사소통